# 1828 en Grèce ottomane
Chronologie de la Grèce
- 1824
- 1825
- 1826
- 1827
- 1828
- 1829
- 1830
- 1831
- 1832

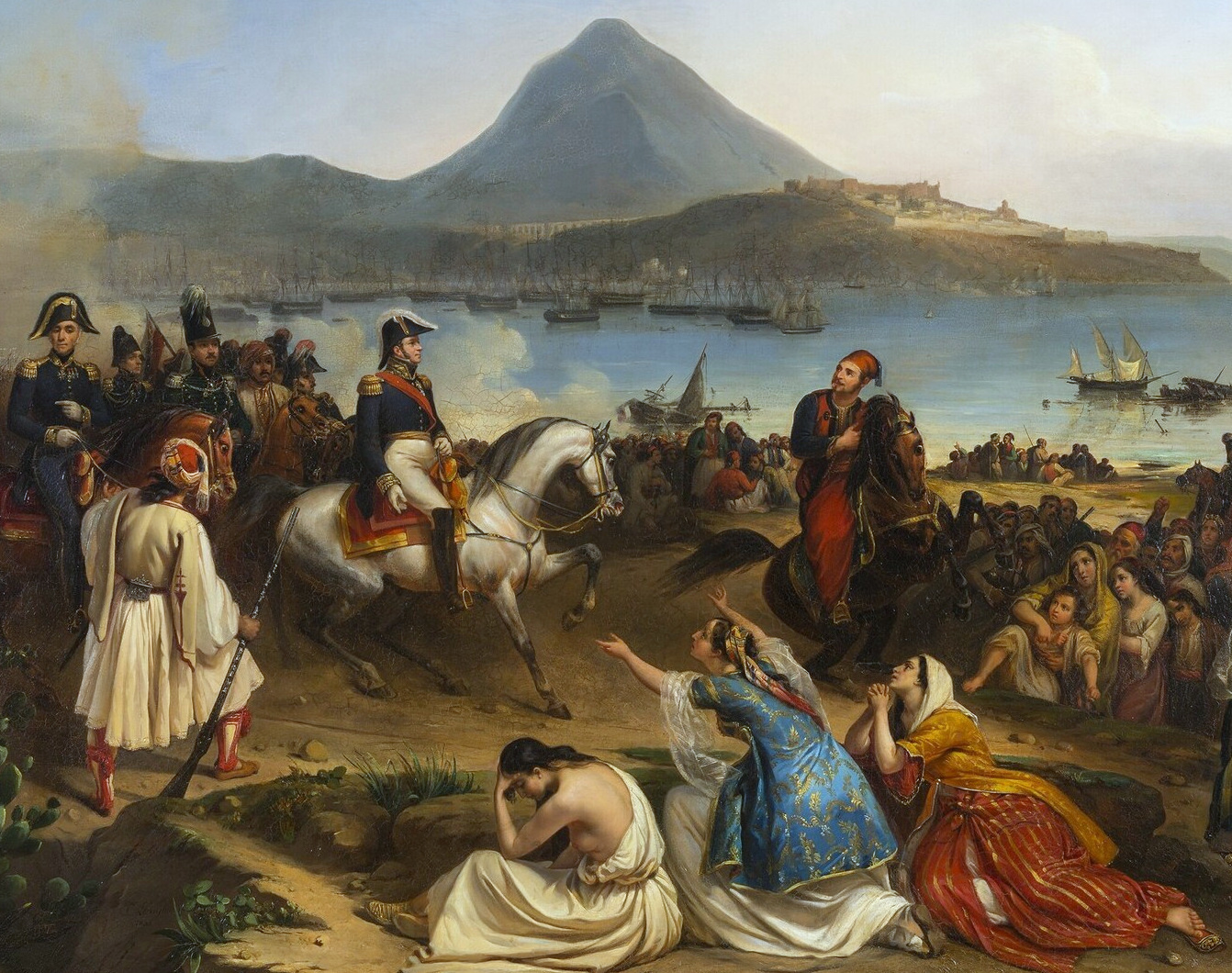
Entrevue du général Maison et d'Ibrahim Pacha à Navarin en septembre 1828 (détail) (Tableau de Jean-Charles Langlois, 1838).

Cette page concerne les évènements survenus en 1828 en Grèce ottomane  :

## Événement
- Guerre d'indépendance grecque (1821-1829).
- 1er recensement de la Grèce.
- fin 1827-27 février : Expédition de Chios (en)
- Conférence de Poros
- 1828-1833 : Expédition de Morée

## Création
- Armée hellénique
- Musée archéologique d'Égine
- Le Courrier d'Orient (Patras), quotidien en français.
- Marine de guerre hellénique
- Panellínion
- Phénix (monnaie grecque)
- Poste grecque

## Naissance
- Anthème VII de Constantinople, patriarche de Constantinople.
- Henry R. Harris (en), personnalité politique américaine.
- Pétros Mavromichális, juriste et personnalité politique.
- Grigórios Papadopetrákis (el), évêque et historien.
- Plotino Rhodakanaty, philosophe.
- Marínos Papadópoulos Vretós (el), journaliste, diplomate et éditeur.

## Décès
- Kyriakoúlis Argyrokastrítis (el), chef résistant.
- Ánthimos Gazís, prêtre, éducateur et personnalité politique.